# Filhos de Hamã

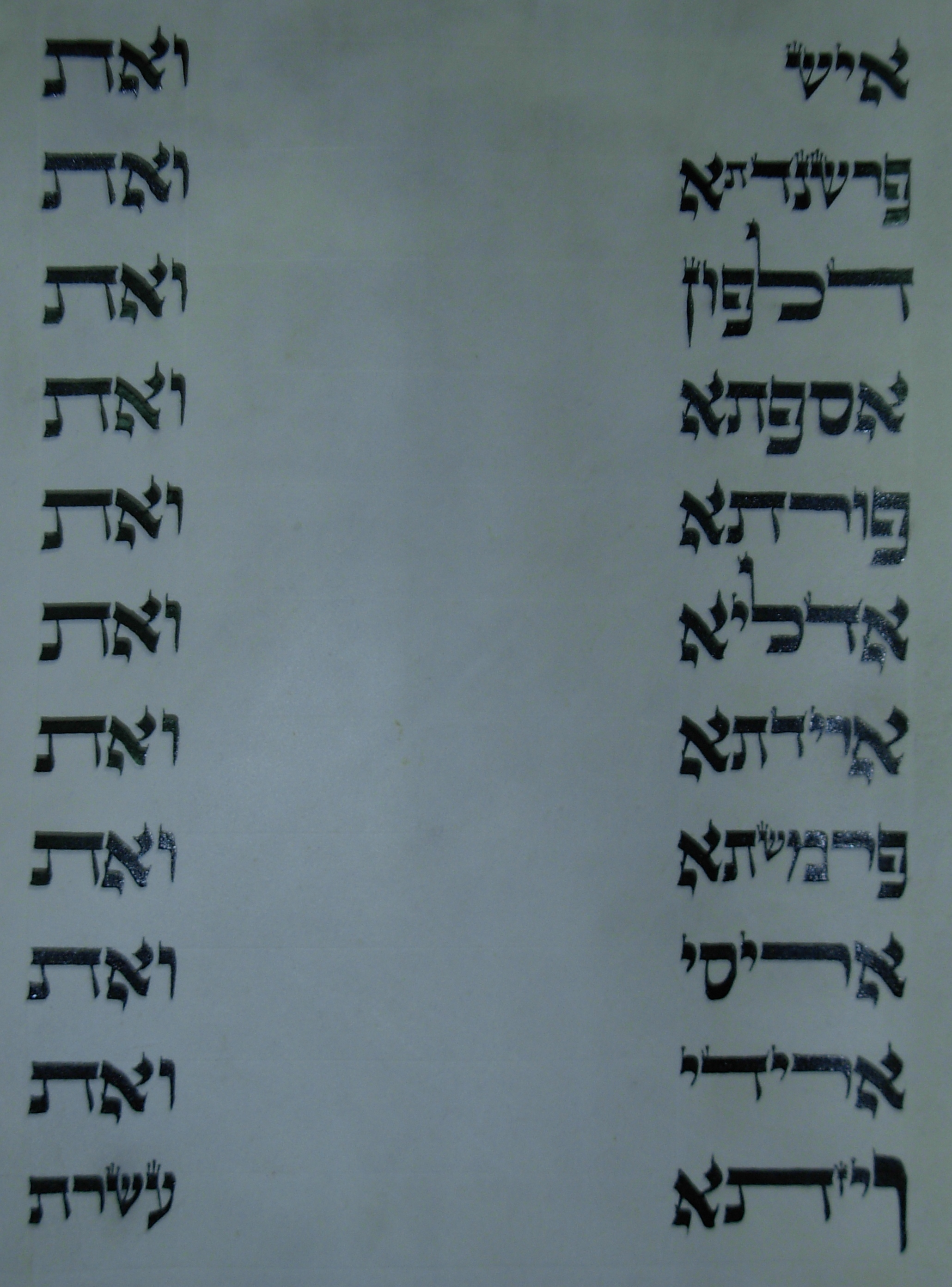
Os nomes dos dez filhos de Hamã escritos em um pergaminho

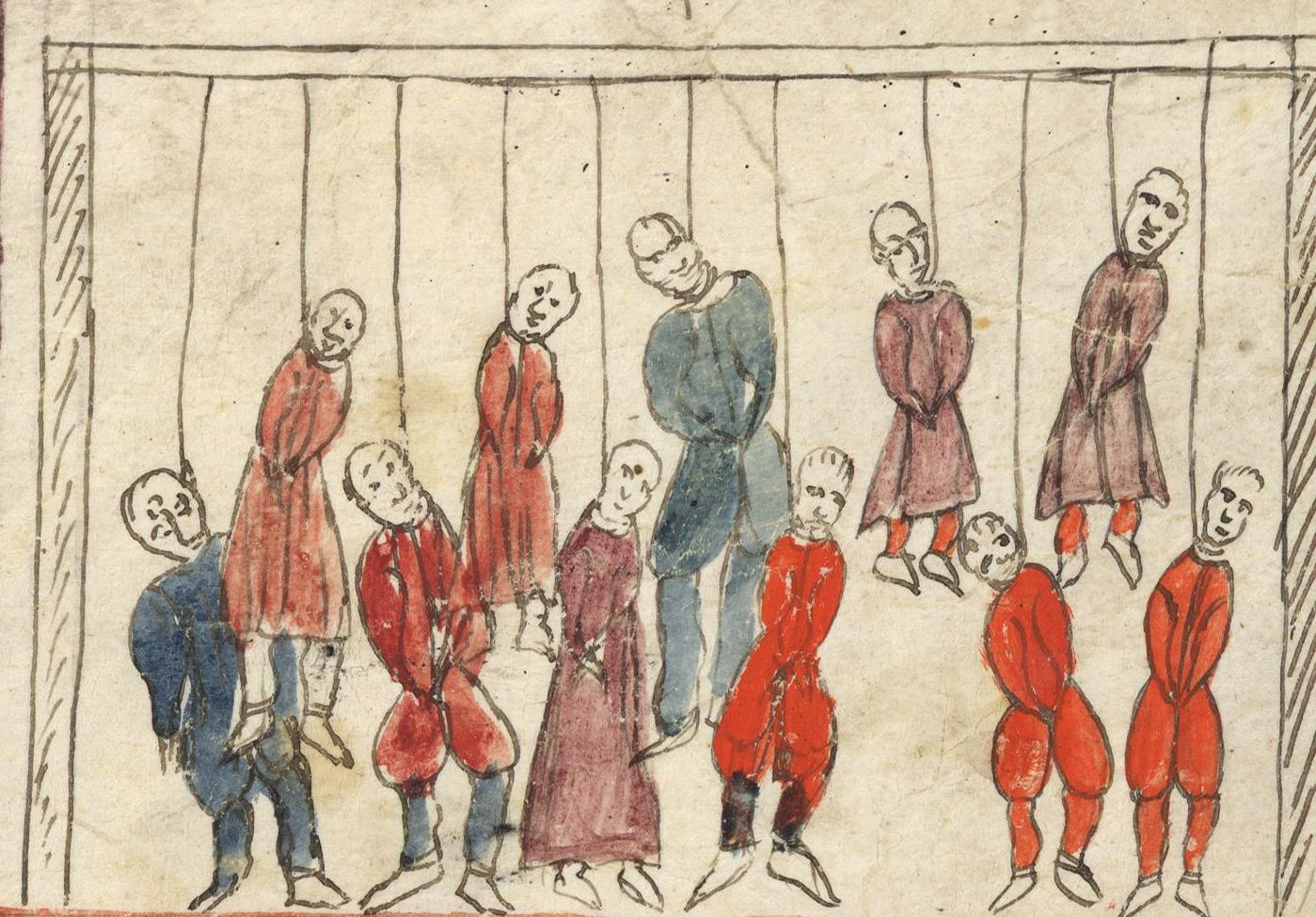
Representação dos dez filhos de Hamã pendurados na forca. De um Livro de Ester ilustrado criado na cidade de Ferrária, Itália, em 1617. Dos acervos da Biblioteca Nacional de Israel.

Os filhos de Hamã foram dez homens mencionados pelo nome no livro bíblico de Ester que foram mortos em 13 de Adar e enforcados no dia seguinte, 14 de Adar.
Os nomes dos dez filhos de Hamã foram interpretados de várias maneiras em termos de suas possíveis formas iranianas. Alguns dos nomes podem ser razoavelmente considerados como iranianos, mas é difícil notar um padrão claro de formas iranianas neles. Os nomes dados no texto bíblico são:
- Parsandata: primeiro filho de Hamã a ser mencionado. No século XII, o nome ganhou um significado literário. Foi então separado nas palavras "parsan" (= "intérprete") e "data" (= "lei"), e foi usado com referência a Rashi, que desde então foi citado com esse nome.[4]
- Dalfom ou Dalfão: o segundo dos dez filhos de Hamã. Seu nome na Septuaginta é Δελφών.[5]
- Aspata: terceiro filho a ser mencionado, cujo nome em hebraico é אַסְפָּֽתָא[6]
- Porata: o quarto filho de Hamã a ser mencionado. Seu nome em hebraico é פּוֹרָתָא, provavelmente é um nome persa, cujo significado pode ser "muito concedido".[7]
- Adalia: o significado de seu nome é desconhecido; em hebraico é אֲדַלְיָ֖א[8]
- Aridata:
- Parmasta:
- Arisai:
- Aridai:
- Vaizata: O nome parece claramente derivar do antigo iraniano *Vahya-zāta- “nascido do melhor”.[3]

De acordo com o Talmude, Hamã teve muitos outros filhos. Os talmudistas não concordaram quanto ao número de filhos de Hamã; de acordo com um relato, eram trinta: dez morreram, dez foram enforcados e dez tornaram-se mendigos. De acordo com os rabinos, os mendigos eram em número de setenta; de acordo com Rami bar Abi, havia ao todo duzentos e oito filhos. Rashi explica que esses dez que foram mortos e enforcados são os que escreveram palavras odiosas sobre os judeus e Jerusalém.[carece de fontes?] O texto hebraico exibe peculiaridades. Pode-se notar que os nomes dos dez filhos de Hamã são escritos verticalmente, um abaixo do outro, em uma coluna; e de acordo com a tradição judaica, isso indica que eles foram pendurados um sobre o outro em uma forca extremamente elevada.
R. Mordechai Sasson explica que Hamã simboliza o Yetzer Harah (inclinação ao mal), e seus dez filhos aludem aos seus dez traços de mau caráter. A morte deles representa a anulação de tais traços malignos ao ser derrotado pelo Yetzer Tov (inclinação ao bem). Ele explica o significado de cada nome e como cada um corresponde a um tipo de mal.